# Ха-би-ассы
Ха-би-ассы — советский комедийный фильм 1990 года режиссёра Анатолия Матешко.

## Сюжет
Крым. Последние годы советского периода. Дезертировавшего литовца Микаса пытаются поймать военные, что нарушает планы местной милиции, в полном составе развлекающейся охотой на бешеных лис.
Уехавшая автостопом к несуществующему брату в Балаклаву (а на самом деле — просто на море) девушка Маша шутит со странным водителем древнего «Москвича» о племени «похожих на махновцев» хабиассов и чуть было не становится жертвой его недвусмысленных намерений. Маше удаётся сбежать от несостоявшегося преступника, которого напугали звуки охоты, прямо навстречу с Федей, «вольным милиционером», с которым она и отправляется на поиски приключений.
Несколько позже попутчиком к ним в машину напросился встретившийся Микас, вскоре задержанный Федей в соответствии с полученной ранее ориентировкой. Правда, на ближайшем армейском КПП дезертира почему-то не сдали...
В это время противостояние между военными и милицией доходит до применения газов, но разрешается предложением милицейского полковника Биденко обсудить дела за столом. 
Недоумение и любопытство у Феди вызывает содержимое дипломата Микаса и его сепаратистские настроения. Разругавшись с попутчиками, Федя оставляет их. Позже он находит тот самый «Москвич», но лишается служебного УАЗика, угнанного затаившимся «хабиассом».
Пока поиски продолжаются, Микас и Маша, между которыми разгораются чувства, вновь выходят на Федю, сидящего на безнадёжно застрявшем автомобиле. Федя провожает их переночевать в загадочном доме. Напившись, испытывающие взаимную ревность мужчины задирают друг друга. Доходит до драки, окончательно утомляющей героев. Ночью Маше снится нападение хабиассов.
Встревоженный Федя будит всех: в дом идут милиционеры и военные. Из разговоров выясняется, что дом — бывшее имение некоего татарского князя, в войну — немецкий штаб, затем детдом, в котором и вырос полковник Биденко. Мечта Биденко — устроить здесь место отдыха для работников МВД всего Союза под названием «У доброго милиционера». В подвале дома он вместе с полковником Масловым допрашивают задержанных: Маслов — ещё одного дезертира-прибалта, а Биденко — непонятно где пойманного «хабиасса» (которого, по его же словам, зовут Михаилом). И если первый допрос оказался безрезультатным, то в ходе второго хабиасс бежит, а в доме начинается пожар. Под его прикрытием и уходят незамеченными герои.
Недалеко от берега наконец становится известным содержимое дипломата: это газеты националистического содержания. Федя хоть и обещает провести Микаса через кордоны, но тут же вступает с ним в драку... Завершают фильм кадры морского парада, сменяющиеся то видом очередной схватки опять не сошедшихся во взглядах Феди и Микаса, то безумной пляской всё того же «хабиасса».
У фильма открытый финал.

## В ролях
- Елена Корикова — Маша
- Игорь Лях — Федя
- Таурас Чижас — Микас
- Владимир Машков — «хабиасс»
- Валентин Букин — полковник Биденко
- Игорь Стариков — полковник Маслов
- Анатолий Матешко
- Юрий Рудченко — Санько, майор милиции
- Никита Высоцкий — Суздальцев, командир взвода
- Аркадий Высоцкий
- Людмила Лобза
- Юрий Потапенко
- Виктор Сарайкин
- Э. Спрогите
- А. Федоровский
- Владимир Чубарев
- Николай Цуцура
- Лариса Шинова
- Константин Карно

## Съёмочная группа
- Режиссёр-постановщик: Анатолий Матешко
- Сценарист: Аркадий Высоцкий
- Оператор-постановщик: Олег Маслов-Лисичкин
- Художник: Алексей Левченко
- Композитор: Владимир Быстряков
- Костюмер: Ирина Бойчук (uk)
- Звукорежиссёр: Сергей Вачи
- Монтажёр: Татьяна Магаляс
- Трюкач: Михаил Данилов
- Каскадёры: М. Данилов, Анатолий Грошевой, Сергей Головкин, Владимир Строкань, В. Титов
- Комбинированные съёмки - Андрея Даниленко
- Режиссёр: Евгения Юревич
- Осветитель: А. Ценяк
- Гримёр: Ирина Порохницкая
- Оператор: Валентин Пономарёв
- Редактор: Владимир Чёрный
- Директор: Алексей Чернышёв

Песни на стихи Аркадия Высоцкого исполняют Елена Корикова и Олег Шеременко.

## Интересные факты
- Название фильма, образы в песнях и отчасти некоторых его персонажей восходят к сказке «The Hobyahs» (en), собранной неким С. В. Праудфитом и изданной собирателем английского фольклора Джозефом Джекобсом (en) в книге «More English Fairy Tales» (1894). На русском языке впервые напечатана в 1912 году типографией Вольфа в переводе и с иллюстрациями В. В. Каррика как «Хобіасы».
- Также существует стихотворение Зинаиды Гиппиус «Хобиас» (1919).